# Citroën Berlingo
La Berlingo è una multispazio prodotta dalla Casa francese Citroën a partire dal 1996.

## Storia
La "Berlingo" nasce da un'idea della Bertone, sviluppata dal Centro Stile Citroën nell'intento di spiazzare la concorrenza creando una nuova nicchia di mercato, ossia quella delle multispazio, veicoli di taglia media o medio-piccola, con un abitacolo di dimensioni relativamente generose allestibile sia per il trasporto di persone sia per il trasporto di merci, a seconda della versione. Questo genere di vetture è un sottoinsieme delle MPV (Multi-purpose Vehicles).
Ben presto il gruppo francese formatosi dall'unione di Peugeot e Citroën diede a tale nicchia il nome di ludospace, intendendo in tal modo una vettura che stava a metà tra un furgone ed una monovolume.
La Berlingo, prodotta anche con il marchio Peugeot, in questo caso con i nomi di Ranch o Partner, venne lanciata nell'estate del 1996, inizialmente nella sola versione furgonata. Al Salone dell'automobile di Parigi vennero lanciate tre concept derivate dal furgoncino introdotto pochi mesi prima:
- la Berlingo Bulle, opera del carrozziere Bertone e prodotta su commissione dalla francese Heuliez, con carrozzeria berlina a due volumi e cinque porte, dalle forme molto arrotondate;[2]
- la Berlingo Coupé de Plage, una sorta di pick-up a due posti abbastanza profilato, che del furgoncino originario mantiene esteticamente solo il frontale. Tale concept era pensata per un utilizzo durante il tempo libero e le vacanze;
- la Berlingo Grand Large, la più simile al Berlingo furgonato appena lanciato, con la differenza che stavolta non si tratta di un furgoncino, ma di una vera e propria multispazio, dove i pannelli posteriori in lamiera sono stati sostituiti da finestrini e lunotto, mentre internamente il vano di carico è stato sostituito da un divano posteriore per tre persone e da un baule per il carico bagagli.

Alla fine, si optò per la messa in produzione dell'ultima concept, la Grand Large, la cui produzione cominciò entro la fine dello stesso anno. In tal modo, la Berlingo contribuì alla formazione di tutta una serie di vetture MPV, serie inaugurata due anni prima del suo debutto dalla grossa Citroën Evasion e che, dopo la Berlingo, sarebbe stata completata da diversi altri modelli.
Con la sua particolare configurazione di carrozzeria, il Berlingo (assieme alla gemella Ranch/Partner) inaugurò una nuova nicchia di mercato, nella quale in seguito anche la concorrenza cominciò ad attecchire, come per esempio la Renault Kangoo e il Fiat Doblò. Le funzionalità legate allo sfruttamento dello spazio interno, unite ad ingombri esterni contenuti, ne decretarono il successo, contribuendo al successo in Europa del marchio francese nel settore delle MPV.

## Prima generazione (1996-2008)

### Profilo
Tra la fine del 1996 e l'inizio del 1997, quindi, prese forma la gamma completa della Berlingo, vettura inizialmente proposta con carrozzeria a due porte laterali più portellone posteriore, sia nel caso del furgoncino, sia nel caso della versione promiscua. Ciò comportava un accesso non agevole al divano posteriore. In ogni caso, il divano poteva essere facilmente abbattuto per aumentare la capacità di carico, la quale poteva così passare da 664 a ben 2800 litri (3700 litri per la versione furgonata). In quest'ultima versione, il Berlingo era disponibile anche con tettuccio apribile in tessuto, il che l'avvicina di molto ad una ideale erede della Citroën 2CV.
Le prime Berlingo erano caratterizzate da linee semplici, che tradivano un chiaro family-feeling con il resto della gamma Citroën. In particolare le prime serie pre-restyling erano riconoscibili per il frontale, caratterizzato da gruppi ottici relativamente piccoli e a sviluppo orizzontale, con una calandra anch'essa piuttosto piccola e tagliata da un listello orizzontale. Le versioni multispace erano caratterizzate da ampie superfici vetrate per offrire una grande luminosità nell'abitacolo ed erano inoltre proposte con una dotazione migliore, pensata proprio in funzione del comfort di viaggio.
La base meccanica era la medesima della ZX, con l'esclusione del retrotreno direzionale, che ne avvicinava l'impostazione meccanica piuttosto verso la 306. Un'altra differenza stava nel passo, allungato di ben 15 cm e passato da 2.54 a 2.69 m di lunghezza. Le sospensioni erano a ruote indipendenti su entrambi gli assi, con un avantreno di tipo MacPherson a molle elicoidali ed un retrotreno a bracci tirati con barre di torsione. L'impianto frenante prevedeva freni a disco, da 247 o da 266 mm (a seconda della motorizzazione) all'avantreno e freni a tamburo da 228 mm al retrotreno.

### Evoluzione
La gamma iniziale comprendeva solo tre motori:
- 1.4: motore TU3 da 1360 cm³ e da 75 CV;
- 1.9 D: motore diesel aspirato XUD9 con precamera, da 1905 cm³ e da 70 CV.

In alcuni mercati, come quello tedesco, era disponibile un piccolo motore TU1 da 1.1 litri e 60 CV di potenza massima. Il cambio previsto era manuale a 5 marce, e tale rimarrà per tutta la gamma, e durante l'intero arco della sua produzione.
I livelli di allestimento previsti per il mercato italiano erano inizialmente tre, denominati X, SX e Multispace.
Durante il 1997, la gamma si ampliò con l'arrivo della Berlingo 1.8, spinta dal motore XU7 da 1761 cm³ e 90 CV di potenza massima. Nel 1998 vi furono poche variazioni, e fu inoltre realizzato un prototipo della Berlingo in versione spiaggina denominata Calao con la collaborazione di Franco Sbarro..Nel 1999 la Berlingo venne resa disponibile finalmente anche con il portellone laterale posteriore scorrevole, in modo da contrastare l'agguerrita concorrenza costituita dalla Renault Kangoo, che con il portellone era invece disponibile fin dal suo esordio. Sempre nel 1999, l'allestimento Multispace venne dotato del climatizzatore di serie, mentre venne cancellato l'allestimento SX. Alla fine dello stesso anno, la gamma si ampliò ulteriormente con l'arrivo del motore 2 litri HDI turbodiesel common rail, nella versione da 90 CV, senza intercooler.
Nel 2000 la Espera realizzò un secondo prototipo basato sulla Berlingo. Denominato Croisière jeune, era un mezzo a sei ruote con annesso carrello porta-attrezzature ispirato al veicolo che la casa francese impiego per il famoso raid internazionale degli anni trenta. Venne presentata per la prima volta pubblico al salone automobilistico di Parigi del 2000.
Nel 2001, la gamma della Berlingo prima serie includeva versioni a tre porte (senza portellone laterale posteriore scorrevole), a 4 porte (con un solo portellone laterale scorrevole) e a 5 porte (con 2 portelloni laterali posteriori scorrevoli). Nello stesso anno, la versione 1.8 venne tolta di produzione, mentre venne invece introdotta la versione 1.6 16v, spinta appunto da un 1.6 bialbero della famiglia TU con distribuzione plurivalvole, della potenza di 109 CV.
Nel 2002 arrivò il restyling, che vide l'adozione di nuovi fari anteriori, di dimensioni sensibilmente maggiori, e di una calandra ridisegnata. Il cofano motore venne leggermente rialzato ed il paraurti anteriore venne anch'esso ridisegnato e reso più avvolgente. Tutte queste modifiche hanno contribuito a rendere più "importante" il look della vettura, con un frontale più imponente e meno dimesso. Nell'abitacolo, prima molto spartano, venne aumentato il numero di vani portaoggetti, in modo da favorirne la praticità, specie per le versioni non furgonate. Meccanicamente, l'intervento più consistente riguardò l'impianto frenante, che ora prevedeva su tutta la gamma dischi anteriori autoventilanti da 266 mm. Per il resto la vettura rimase quasi immutata.

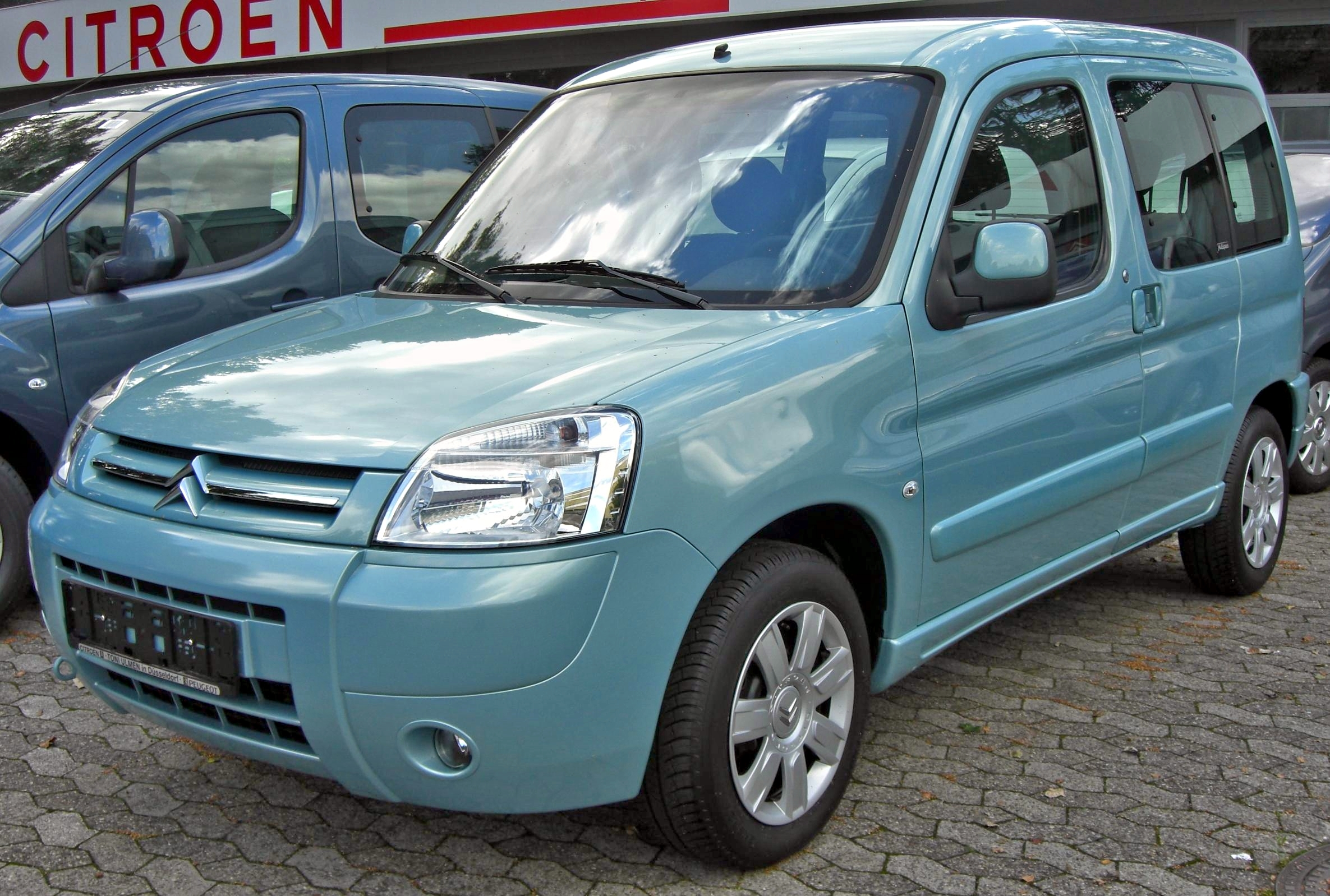
Una Berlingo prima serie post-restyling

Nel 2003 vi fu un ridimensionamento nella disponibilità degli allestimenti: l'allestimento X venne reso disponibile solo con i motori 1.4 a benzina e 1.9 diesel, mentre l'allestimento Multispace era previsto per tutti i motori presenti a quel punto, e cioè anche il 1.6 16v ed il 2 litri HDI common rail. Ma nella seconda metà dello stesso anno, vennero introdotti nuovi livelli di allestimento, denominati Chrono e Fiorucci: mentre il primo era previsto in abbinamento a qualsiasi motorizzazione della gamma, il secondo non era previsto con il 1.9 diesel. Nel medesimo periodo la Citroën incaricò la scuola di design Espera di realizzare una versione fuoristrada della vettura. Denominata Bourlingueur, aveva il tetto più basso di 10 cm e l'altezza dal suolo maggiorata di 40 cm per far posto agli nuovi pneumatici da sterrato BF Goodrich che avvolgevano cerchi da 17' OZ Canyon ST. Il propulsore era un V6 dalla potenza di 220 CV gestito da un cambio manuale a 5 velocità.
Nel 2004 vi furono altre novità: venne infatti cancellato l'allestimento Fiorucci, mentre furono proposte delle nuove versioni: la XTR, prevista solo con motore 2 litri HDI, era caratterizzata da un allestimento esterno da simil-fuoristrada, con plastiche grezze e protezioni ai fari anteriori, ma sempre trazione anteriore; le versioni bi-fuel, previste solo in abbinamento con il motore 1.4 a benzina, potevano essere richieste sia a GPL sia a metano. Queste ultime furono anche le uniche versioni abbinate all'allestimento Multispace. In questo stesso anno la Espera realizzò una nuova versione speciale della Berlingo denominata Escapade. Il design era stato leggermente ritoccato e il tetto di serie era stato cambiato con una versione panoramica in plexiglas. Il veicolo era dotato di pneumatici Michelin Pilot Primacy che avvolgevano cerchi OZ Gemini. Il paraurti posteriore era apribile e trasformabile in due panche su cui ci si poteva sedere, mentre il pavimento era estendibile in modo tale da ricreare un tavolo. La dotazione interna comprendeva un navigatore satellitare e schermi televisivi incassati nei sedili anteriori per essere visionati dai passeggeri seduti nella parte posteriore del mezzo.
Nel 2005 il Berlingo è stato sottoposto per la prima volta al crash test dell'EuroNCAP totalizzando il punteggio di 4 stelle. Inoltre, venne tolto dai listini il 1.9 diesel da 70 CV, sostituito dal 1.6 HDi da 75 CV. Per l'occasione, questo motore venne proposto sempre sulla Berlingo anche nella più potente versione da 90 CV, che andò ad affiancarsi al 2 litri HDI di pari potenza, a questo punto meno conveniente. Pertanto non è un caso se nel 2006 il 2 litri a gasolio venne cancellato dalla gamma Berlingo. La XTR rimase in listino, ma con motore 1.6 HDi da 90 CV. Nello stesso anno, vennero introdotti due nuovi allestimenti, denominati Seduction e Agatha Ruiz de la Prada, mentre venne tolto l'allestimento Chrono. Nuovi movimenti nel settore allestimenti si ebbero ancora nel 2007, quando i due allestimenti introdotti l'anno prima vennero sostituiti dall'allestimento Image.
L'avvento della seconda serie della Berlingo, nel 2008, non comportò la cancellazione della prima serie da tutti i mercati, ma solo dalla maggior parte di essi. Dove continuò ad essere prodotta, la Berlingo prima serie venne denominata Berlingo First, un po' come sarebbe successo alla "cugina" Ranch, che in alcuni mercati, come in quello portoghese continuò ad essere proposta come Partner Origin, fino al 2013, anno in cui è stata definitivamente tolta di produzione.

### Riepilogo caratteristiche
| Modello                       | Motore   | Cilindrata cm³ | Alimentazione                           | Potenza CV/rpm | Coppia Nm/rpm | Massa a vuoto (kg) | Velocità max | Acceler. 0–100 km/h | Consumo (l/100 km) | Emissioni CO2 (g/km) | Anni di produzione |
| Versioni a benzina            |          |                |                                         |                |               |                    |              |                     |                    |                      |                    |
| Berlingo 1.4                  | TU3JP    | 1360           | Iniezione elettronica indiretta         | 75/5500        | 111/3400      | 1.125              | 150          | 17"5                | 7,5                | -                    | 1996-01            |
| Berlingo 1.4                  | TU3JP    | 1360           | Iniezione elettronica indiretta         | 75/5500        | 118/3300      | 1.125              | 151          | 17"5                | 7,1                | -                    | 2001-05            |
| Berlingo 1.4                  | TU3JP    | 1360           | Iniezione elettronica indiretta         | 73/5400        | 120/3400      | 1.263              | 150          | 17"5                | 7,4                | 176                  | 2005-08            |
| Berlingo 1.4 Bi-energy metano | TU3JP    | 1360           | Iniezione indiretta/ metano             | 65/5500        | 120/3400      | 1.258              | 143          | 18"                 | 8,4                | 146                  | 2004-07            |
| Berlingo 1.4 Bi-energy metano | TU3JP    | 1360           | Iniezione indiretta/ metano             | 75/5500        | 120/2800      | 1.258              | 143          | 18"2                | 7,8                | 186                  | 2007-08            |
| Berlingo 1.4 Bivalent GPL     | TU3JP    | 1360           | Iniezione indiretta/ GPL                | 72/5500        | 120/3400      | 1.209              | 148          | 17"                 | 10,2               | 164                  | 2004-08            |
| Berlingo 1.6 16v              | TU5JP4   | 1587           | Iniezione elettronica indiretta         | 109/5800       | 147/4000      | 1.237              | 172          | 12"7                | 7,4                | 175                  | 2001-08            |
| Berlingo 1.8                  | XU7      | 1761           | Iniezione elettronica indiretta         | 90/5000        | 150/2600      | 1.245              | 160          | 14"4                | 8,9                | -                    | 1997-01            |
| Versioni a gasolio            |          |                |                                         |                |               |                    |              |                     |                    |                      |                    |
| Berlingo 1.6 HDi              | DV6ATED4 | 1560           | Turbodiesel common rail                 | 90/4000        | 215/1750      | 1.240              | 160          | 15"6                | 5,4                | 143                  | 2005-08            |
| Berlingo 1.9 D                | XUD9/Z   | 1905           | Diesel aspirato Iniezione con precamera | 69/4600        | 125/2500      | 1.191              | 140          | 19"9                | 6,9                | -                    | 1996-05            |
| Berlingo 2.0 HDi              | DW10A    | 1997           | Turbodiesel common rail                 | 90/4000        | 205/1750      | 1.280              | 157          | 15"3                | 5,8                | 180                  | 1999-06            |

### La Berlingo Electrique
Una menzione particolare merita la Citroën Berlingo Electrique, praticamente una Berlingo prima serie spinta esclusivamente da un motore elettrico. La Berlingo Electrique venne introdotta nel 1998 in alcuni mercati, per rimpiazzare la corrispondente versione elettrica della C15. Il suo motore elettrico a corrente continua erogava normalmente 21 CV di potenza, che però potevano salire temporaneamente a 38 in caso di necessità. Tale motore, alimentato da una batteria al nichel-cadmio da 100 Ah, erogava anche una coppia massima di 180 Nm. Con tali caratteristiche, la velocità raggiungeva i 95 km/h. La leva del cambio permetteva di scegliere tra marcia avanti, marcia indietro e folle.

## Seconda generazione (2008-2018)

### Profilo
Nell'aprile del 2008 è stata lanciata la seconda serie della Berlingo, distinguibile a colpo d'occhio per il frontale più massiccio, dotato di grossi gruppi ottici trapezoidali e di una nuova calandra che ingloba il marchio del double-chevron, secondo la tendenza delle Citroën contemporanee. Anche la coda è stata completamente ridisegnata per proporre tra l'altro nuovi fari posteriori a sviluppo verticale. Per ribadire il successo ottenuto con la prima serie, la nuova Berlingo si presenta decisamente più grande: 24 cm in più di lunghezza rispetto alle ultime Berlingo prima serie, in modo da ottenere una vettura ancora non molto ingombrante in grado però di soddisfare al meglio le esigenze di carico. Il sensibile aumento di dimensioni è stato voluto dai vertici Citroën anche per non invadere lo spazio commerciale riservato al piccolo Citroën Nemo, un MPV di dimensioni ancor più ristrette.
Internamente è stato accentuato il concetto di praticità, versatilità e modularità dello spazio. I sedili sono indipendenti e smontabili e persino il cielo dell'abitacolo propone un alloggiamento per gli oggetti.
Oltre che alla praticità, è stato posto un occhio particolare anche alla sicurezza, ed allora ecco che la Berlingo seconda serie offre sei airbag di serie e cinture d sicurezza a pretensinamento di tipo pirotecnico che, in caso di urto, dapprima svolgono la funzione classica e pochi istanti dopo smorzano via via la pressione sul corpo dell'occupante per non provocare traumi. Inoltre l'intera scocca è stata resa più rigida. A tale proposito, anche la seconda serie è stata sottoposta al crash test dell'EuroNCAP totalizzando nuovamente il punteggio di 4 stelle.
La seconda serie della Berlingo propone alcune novità in fatto di motori: prima di tutto viene pensionato il vecchio motore TU3 da 75 CV in favore del 1.6 TU5JP4, depotenziato a 90 CV. Inoltre la gamma diesel beneficia di motori common rail aggiornati ed affinati con nuove tecnologie. La particolarità della gamma motoristica della Berlingo seconda serie sta nel fatto di essere composta unicamente da unità da 1.6 litri, disponibili però, tra benzina e diesel, in cinque livelli di potenza:
- 1.6 TU5JP4 a benzina da 90 CV;
- 1.6 16V TU5JP4 a benzina da 109 CV;
- 1.6 HDi DV6 turbodiesel common rail da 75 CV;
- 1.6 HDi DV6 turbodiesel common rail da 90 CV;
- 1.6 HDi DV6 turbodiesel common rail FAP da 111 CV.

Anche in questo caso, è prevista una sola variante di trasmissione, consistente in un cambio manuale a 5 marce.

### Evoluzione
La commercializzazione della Berlingo seconda serie viene avviata a metà del 2008, ed in Italia è stata prevista in tre livelli di allestimento: base, Multispace e XTR. Quest'ultima riprende la caratterizzazione tipo off-road già vista nella precedente Berlingo, anche se conserva la sola trazione anteriore. In compenso, però, è possibile avere la Berlingo XTR con il dispositivo Grip Control (previsto come optional), che consente di regolare l'intervento dell'ESP in modo tale da superare fondi stradali viscidi che con normali trazioni anteriori risulterebbero più ostici da affrontare.
All'inizio del 2010 il motore 1.6 16V TU5JP4 a benzina da 109 CV viene sostituito con il 1.6 16V VTi EP6 da 120 CV sviluppato insieme a BMW e montato tra l'altro anche su Mini, nuova C3 e DS3, oltre che su svariati modelli Peugeot. Questo motore garantisce una buona potenza accompagnata da consumi ragionevoli, ed è forse per questo che il motore 1.6 16V TU5JP4 è stato sostituito. Analogamente, anche il TU5 da 90 CV viene sostituito, sempre da un motore Prince, ma in versione depotenziata a 98 CV. Con la sostituzione dei due motori TU5 inizialmente previsti, scompaiono anche le ultime applicazioni del 1.6 TU5 in generale, molto apprezzato da una grande fetta di utenti. Sempre nel 2010, la gamma degli allestimenti viene ampliata e consta a questo punto di quattro livelli:
- base, previsto per il motore 1.6 da 98 CV;
- Multispace, previsto per tutti i motori;
- XTR, previsto per il 1.6 a benzina da 120 CV e per il 1.6 HDi da 90 e 111 CV;
- XTR Théatre, anch'esso abbinato agli stessi motori previsti per l'allestimento XTR.

Infine, ancora nel 2010, il 1.6 HDi di potenza intermedia viene leggermente potenziato, passando così da 90 a 92 CV, come peraltro anche in altri modelli della Casa francese. Analogamente, il 1.6 HDi di punta passa da 109 a 112 CV.

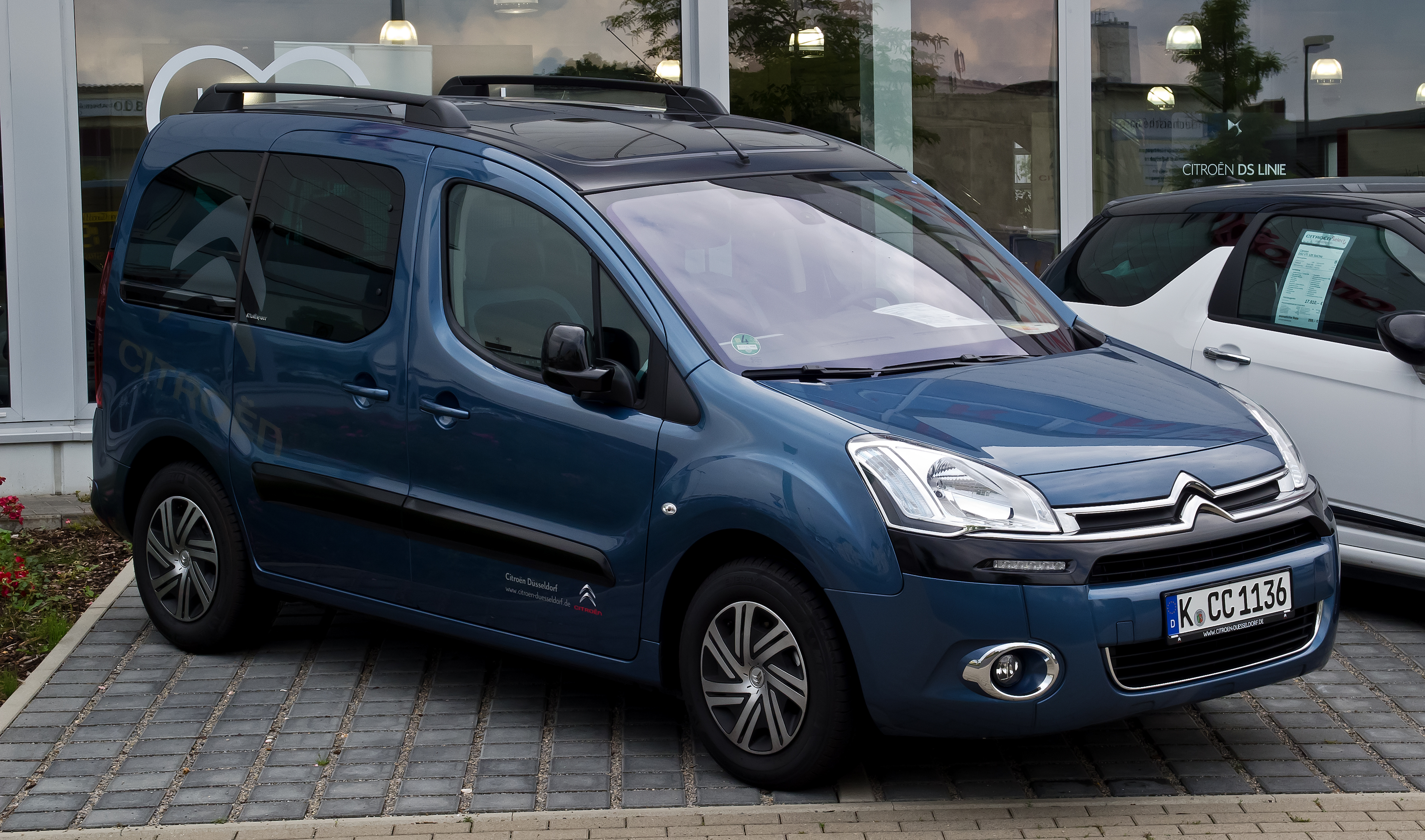
Una Citroën Berlingo dopo il restyling del 2012

Nel 2012 si ha il primo dei due restyling del Berlingo seconda serie: questo restyling fu presentato al Salone dell'automobile di Ginevra: esternamente cambiò soprattutto il frontale, ridisegnato per essere più moderno ed aggressivo, e a quel punto dotato anche di luci diurne a led, mentre i fendinebbia ricevettero una cornice cromata. Meccanicamente si ebbe l'arrivo del 1.6 e-HDi da 92 CV, mentre il 1.6 HDi più potente vide un altro leggerissimo incremento di potenza, passando così da 112 a 114 CV.

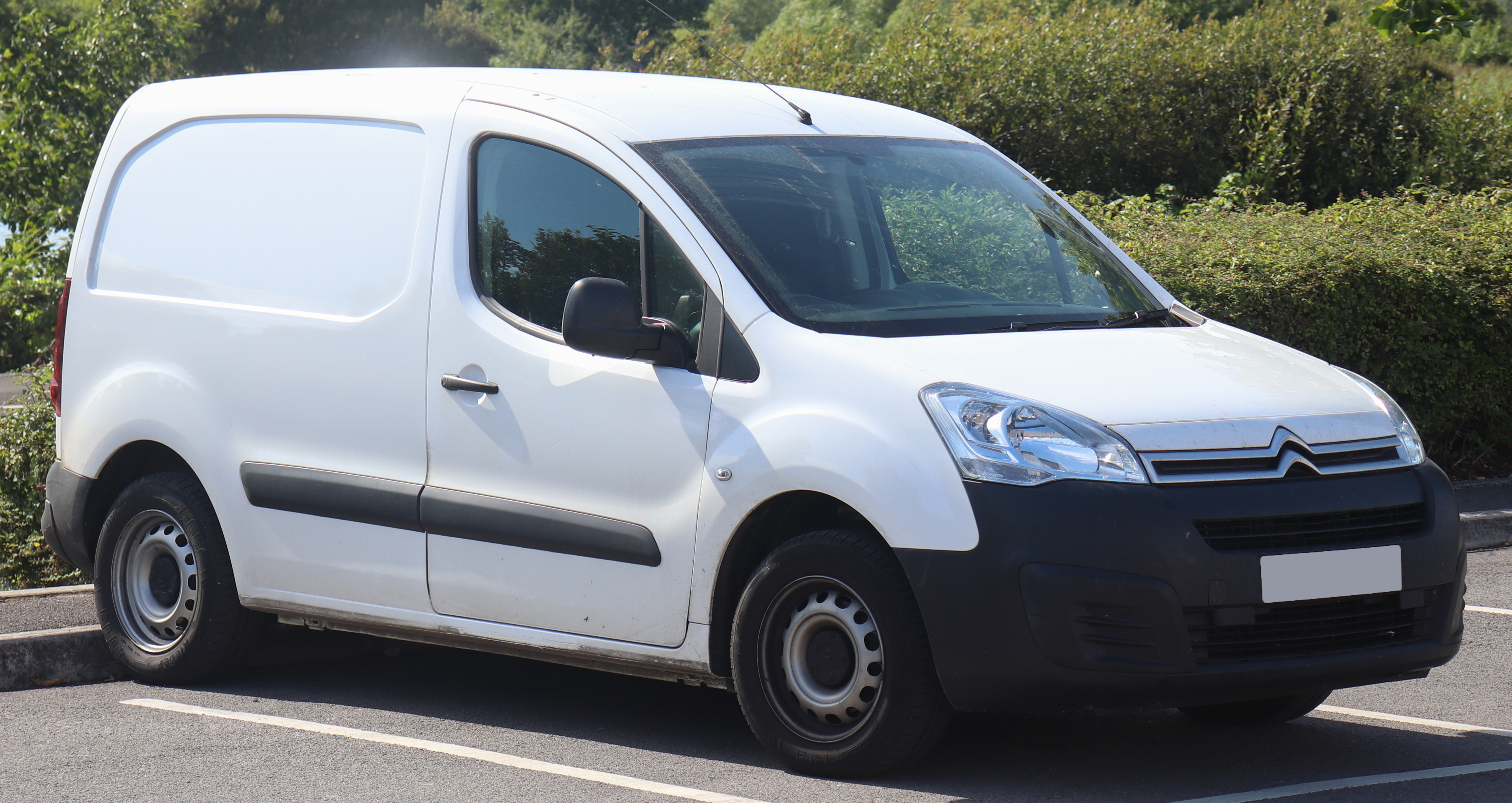
Una Citroën Berlingo dopo l'aggiornamento del 2015

Un secondo restyling si ebbe invece tre anni dopo, e venne anch'esso presentato al Salone di Ginevra. Per l'edizione 2015 della multispazio francese, la Casa del "double chevron" ha previsto un nuovo scudo paraurti ridisegnato con riposizionamento delle luci a led, mentre l'equipaggiamento si arricchisce di dispositivi quali il sensore pioggia, il controllo di trazione, i sensori di parcheggio e la telecamera posteriore. Per quanto riguarda le motorizzazioni, invece, la gamma ruota principalmente sul 1.6 BlueHDi, declinato in tre livelli di potenza, vale a dire 75, 100 e 120 CV. In alternativa vi è invece il 1.6 VTi a benzina, con potenza di 98 o di 120 CV.
Nella primavera del 2016, il 1.6 da 120 CV lascia il posto al più moderno 1.2 turbo, con potenza massima ridotta a 110 V, ma per contro con coppia massima salita da 160 a 205 Nm, un fattore importante per questa tipologia di veicoli, che badano maggiormente all'erogazione a regimi bassi piuttosto che alle accelerazioni rabbiose.
La commercializzazione della Berlingo II cessa all'inizio dell'estate del 2018: al suo posto viene lanciata sul mercato la terza generazione, nota come Berlingo III.

### Riepilogo caratteristiche
| Modello                | Motore                | Cilindrata cm³ | Alimentazione                                    | Potenza CV/rpm | Coppia Nm/rpm | Massa a vuoto (kg) | Velocità max | Acceler. 0–100 km/h | Consumo (l/100 km) | Emissioni CO2 (g/km) | Anni di produzione |
| Versioni a benzina     |                       |                |                                                  |                |               |                    |              |                     |                    |                      |                    |
| Berlingo 1.2 PureTech  | EB2DT                 | 1199           | Iniezione elettronica diretta + turbocompressore | 110/5000       | 205/1500      | 1.320              | 180          | 12"2                | 5,1                | 119                  | 04/2016-06/2018    |
| Berlingo 1.6 16v 90CV  | TU5JP4                | 1587           | Iniezione elettronica indiretta                  | 90/5800        | 132/2500      | 1.320              | 159          | 15"3                | 8,2                | 195                  | 2008-10            |
| Berlingo 1.6 16v 98CV  | EP6                   | 1598           | Iniezione elettronica indiretta                  | 98/6000        | 153/3500      | 1.330              | 162          | 15"3                | 7,1                | 164                  | 07/2010-06/2018    |
| Berlingo 1.6 16v 110CV | TU5JP4                | 1587           | Iniezione elettronica indiretta                  | 109/5750       | 147/4000      | 1.350              | 169          | 13"5                | 8,2                | 195                  | 2008-10            |
| Berlingo 1.6 16v VTi   | EP6                   | 1598           | Iniezione elettronica indiretta                  | 120/6000       | 160/4250      | 1.330              | 177          | 14"4                | 7,3                | 169                  | 2010-16            |
| Versioni a gasolio     |                       |                |                                                  |                |               |                    |              |                     |                    |                      |                    |
| Berlingo 1.6 HDi       | DV6B                  | 1560           | Turbodiesel common rail                          | 75/4000        | 185/1750      | 1.330              | 152          | 17"1                | 5,7                | 150                  | 2008-15            |
| Berlingo 1.6 HDi       | DV6ATED4              | 1560           | Turbodiesel common rail                          | 90/4000        | 215/1750      | 1.325              | 161          | 14"3                | 5,7                | 150                  | 2008-10            |
| Berlingo 1.6 HDi       | DV6D                  | 1560           | Turbodiesel common rail                          | 92/4000        | 230/1750      | 1.335              | 162          | 14"3                | 5,3                | 139                  | 2010-15            |
| Berlingo 1.6 HDi       | DV6TED4               | 1560           | Turbodiesel common rail                          | 109/4000       | 240/1500      | 1.355              | 173          | 12"5                | 5,6                | 147                  | 2008-10            |
| Berlingo 1.6 HDi       | DV6C                  | 1560           | Turbodiesel common rail                          | 112/3600       | 240/1500      | 1.350              | 173          | 12"5                | 5,3                | 139                  | 2010-15            |
| Berlingo 1.6 HDi       | DV6C                  | 1560           | Turbodiesel common rail                          | 114/3600       | 240/1500      | 1.350              | 173          | 12"1                | 5,3                | 135                  | 2012-15            |
| Berlingo 1.6 e-HDi     | DV6ATED4 + Start&Stop | 1560           | Turbodiesel common rail                          | 92/4000        | 230/1750      | 1.355              | 165          | 15"5                | 5,1                | 129                  | 2012-15            |
| Berlingo 1.6 BlueHDi   | DV6FE                 | 1560           | Turbodiesel common rail                          | 75/3750        | 230/1750      | 1.335              | 156          | 15"1                | 4,3                | 113                  | 03/2015-06/2018    |
| Berlingo 1.6 BlueHDi   | DV6FD                 | 1560           | Turbodiesel common rail                          | 99/3500        | 254/1750      | 1.355              | 166          | 12"4                | 4,3                | 103                  | 03/2015-06/2018    |
| Berlingo 1.6 BlueHDi   | DV6FC                 | 1560           | Turbodiesel common rail                          | 120/3500       | 300/1750      | 1.350              | 176          | -                   | 4,4                | 115                  | 03/2015-06/2018    |

### La Berlingo elettrica
Con l'arrivo della seconda generazione della Berlingo, venne riproposta anche una variante a propulsione elettrica. Tale variante monta un motore elettrico da 67 CV in grado di erogare fin da subito una coppia di 200 Nm con erogazione piatta e continua (com'è normale nei motori elettrici). Tale propulsore riesce a far accelerare la vettura da 0 a 100 km/h in 18"7, ma autolimitando la velocità massima a 110 km/h per non pregiudicare troppo l'autonomia delle batterie. A causa della presenza del pesante pacco batterie, la massa a vuoto della versione elettrica sale a 1.530 kg, poi salita a ben 1.719 kg a partire dal 2017. Pertanto i due restyling che si sono succeduti nel corso della carriera della Berlingo non hanno influito sulla presenza della versione elettrica nella gamma. In ogni caso, la Berlingo elettrica non è prevista che per alcuni mercati europei, non per tutti.

## Terza generazione (dal 2018)
Nell'estate del 2018 viene lanciata la terza generazione della Berlingo, disponibile in due varianti di passo (corto o lungo) e con due tipi di frontale a seconda della versione (trasporto passeggeri o Van). Gli allestimenti disponibili al lancio sono tre ovvero Live, Feel e Shine. 
La Berlingo terza serie, fa parte della famiglia di piccoli van studiati e prodotti dal Gruppo PSA e Toyota (Peugeot Rifter/Partner, Opel Combo, Toyota ProAce), con l'aggiunta nel 2022 anche del marchio Fiat con il marchio Fiat Professional (Fiat Doblò), condividendo la meccanica e l'elettronica. La Berlingo, di conseguenza, si basa sulla piattaforma EMP2 con motori sia a benzina 1.2 PureTech con due livelli di potenza 110 o 130CV, sia con motori a gasolio 1.5 BlueHDi con tre livelli di potenza ovvero 75, 100 e 130CV. Le trasmissioni disponibili, sono per i motori di potenza medio-bassa, manuale a 5 o 6 rapporti, mentre per i motori più potenti è disponibile solamente il cambio automatico ad 8 rapporti EAT8. 
Nel 2022 la versione per trasporto passeggeri viene resa solamente disponibile con il motore elettrico da 136CV e 260 Nm di coppia, collegato ad una trasmissione a rapporto fisso. La batteria da 50kW nominali, lavora con una tensione di 400V.
Nel 2024 la versione per trasporto passeggeri ritorna ad avere disponibili i motori termici.

### Riepilogo caratteristiche
| Modello                   | Anno di produzione     | Sigla motore | Cilindrata cm³ | Potenza CV (kW)/rpm | Coppia Nm | Trasmissione                  | Peso kg | Accelerazone 0-100 (s) | Velocità massima km/h | Consumi l/100km | Emissioni g/km |
| Motori a benzina          |                        |              |                |                     |           |                               |         |                        |                       |                 |                |
| 1.2 PureTech 110 S&S MT6  | dal 07/2018 al 01/2022 | EB2DT        | 1199           | 110 (81)/5500       | 205/1750  | Manuale a 6 rapporti          | 1356    | 11,4                   | 174                   | 7.4             | 146            |
| 1.2 PureTech 130 S&S EAT8 | dal 07/2018 al 01/2022 | EB2DTS       | 1199           | 130 (96)/5500       | 230/1750  | Automatico ad 8 rapporti EAT8 | 1410    | -                      | 199                   | 7.7             | 152            |
| Motori a gasolio          |                        |              |                |                     |           |                               |         |                        |                       |                 |                |
| 1.5 BlueHDi 75 MT5        | dal 07/2018 al 01/2022 | DV5RE        | 1499           | 75 (56)/3500        | 230/1750  | Manuale a 5 rapporti          | 1398    | 16,5                   | 152                   | 5.6             | 147            |
| 1.5 BlueHDi 100 MT5       | dal 07/2018            | DV5RD        | 1499           | 100 (75)/3500       | 250/1750  | Manuale a 5 rapporti          | 1398    | 12,3                   | 174                   | 5.7             | 149            |
| 1.5 BlueHDi 130 S&S EAT8  | dal 07/2018            | DV5RC        | 1499           | 130 (96)/3750       | 300/1750  | Automatico a 8 rapporti EAT8  | 1430    | 11                     | 182                   | -               | -              |
| Motore elettrico          |                        |              |                |                     |           |                               |         |                        |                       |                 |                |
| eBerlingo                 | dal 01/2022            | -            | -              | 136 (100)           | 260       | Rapporto fisso                | 2290    | 11,2                   | 135                   | -               | -              |